# Badusa
Badusa es un género de plantas con flores perteneciente a la familia Rubiaceae. Es originario de Fiyi. 

## Taxonomía
El género fue descrito por el naturalista, médico y considerado el botánico estadounidense más importante del siglo XIX; Asa Gray y publicado en Proc. Amer. Acad. Arts 4: 308, en el año 1859.

## Especies deBadusa
- Badusa corymbifera (G.Forst.) A.Gray
- Badusa corymbifera subsp. corymbifera
- Badusa palauensis Valeton
- Badusa palawanensis Ridsdale